# Antonio Sivera Salvá
Antonio Sivera Salvá (Xàbia, La Marina Alta, 11 d'agost de 1996) és un futbolista professional valencià que juga com a porter pel Deportivo Alavés de La Liga.

## Carrera de club

### València
Sivera va ingressar al planter del València CF el 2013, després que hagués provat anteriorment al CD Jávea, Alacant CF i Hèrcules CF. Va debutar com a sènior el 10 de novembre de 2013 a 17 anys, jugant com a titular amb el València CF Mestalla en un partit de Segona Divisió B que acabà en derrota a fora per 1–3 contra l'Elx Club de Futbol Il·licità.
Sivera va signar contracte professional per cinc anys amb el València el 10 de febrer de 2015, i fou definitivament promocionat a l'equip B el maig. Després de passar la temporada 2015–16 a Segona B com a suplent d'Álex Sánchez, va esdevenir titular habitual la següent temporada, la 2016–17 en que l'equip assolí els play-off d'ascens de Segona B.

### Alavés
El 19 de juliol de 2017, Sivera va fitxar pel Deportivo Alavés de La Liga per quatre anys. Hi va debutar com a professional el 24 d'octubre, en una victòria per 1–0 a fora contra el Getafe CF a la quarta ronda de la Copa del Rei.
El seu primer partit en lliga va arribar el 29 d'abril de 2018, quan va ser titular, tot i que fou substituït pel titular habitual Fernando Pacheco poc després d'una hora de partit en una derrota per 0–1 a casa contra l'Atlètic de Madrid. El 13 de gener de 2020, fou cedit a la UD Almería de Segona Divisió fins al final de la temporada. L'agost de 2020, finalitzada la cessió, que incloïa una clàusula de compra obligatòria en cas d'ascens de categoria, cosa que no es va produir, el jugador va tornar a l'Alavès.